# Edgar Badia
Edgar Badia Guardiola (Barcelona, España, 12 de febrero de 1992) es un fútbolista español que juega de portero en la Cultural y Deportiva Leonesa de la Segunda División.

## Trayectoria
Es un jugador formado en la cantera del U. E. Cornellà. Después fichó por el juvenil del R. C. D. Espanyol, donde fue internacional en las categorías inferiores de la selección española. En 2013 firmó por el filial del Granada C. F.. En 2015 abandonó el filial del Granada para jugar en el Reus Deportiu, con el que ascendería a Segunda División. Durante la temporada 2016-17 consiguió arrebatarle la titularidad a Codina.
En el mercado invernal de la temporada 2018-19, después de dos temporadas y media como titular en el Reus en Segunda División y debido a los problemas económicos del club, fichó por el Elche C. F., haciéndose inmediatamente con la titularidad. Tras cinco años en el Elche C. F., el 7 de enero de 2024 se marchó cedido al Real Zaragoza hasta final de temporada.
Tras finalizar contrato, quedó libre hasta diciembre de 2024, cuando firmó por el C. D. Tenerife. El 2 de julio de 2025, fue anunciado por la Cultural y Deportiva Leonesa, recién ascendida a Segunda División, firmando por una temporada con opción a otra.

## Empresa
Edgar Badia es socio de TwoFive Gloves, una empresa española dedicada a la fabricación de guantes de portero, desde 2019.

## Clubes
| Club                         | País   | Año        |
| ---------------------------- | ------ | ---------- |
| R. C. D. Espanyol "B"        | España | 2010-2013  |
| Granada "B"                  | España | 2013-2015  |
| Reus Deportiu                | España | 2015-2018  |
| Elche C. F.                  | España | 2019-2024  |
| Real Zaragoza (cesión)       | España | 2024       |
| C. D. Tenerife               | España | 2024-2025  |
| Cultural y Deportiva Leonesa | España | 2025- Act. |